# Fredéric Armand Strubberg

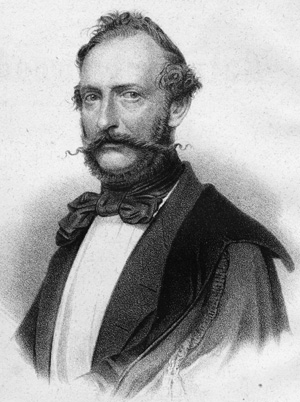
Fredéric Armand Strubberg (ca. 1860)

Fredéric Armand Strubberg, auch Friedrich Armand Strubberg, und Friedrich August Strubberg (* 18. März 1806 in Kassel; † 3. April 1889 in Altenhaßlau) war ein deutscher Amerikareisender und Schriftsteller. Er veröffentlichte unter dem Prenonym Armand zahlreiche in Nordamerika spielende Abenteuerromane und Jugenderzählungen und war neben Friedrich Gerstäcker und Balduin Möllhausen ein wichtiger Vertreter des deutschsprachigen ethnographischen Gesellschaftsromans.

## Leben
Über Strubbergs Leben vor 1855 und insbesondere seine Jugendzeit ist wenig Gesichertes bekannt. Quellenüberlieferungen fehlen, und die Daten, die bisher von Biographen aus seinen pseudoautobiographischen Reisebeschreibungen und Romanen entnommen wurden, sind größtenteils nicht überprüfbar.
Geboren als Sohn eines wohlhabenden Tabakfabrikanten in Kassel, genoss Strubberg eine großbürgerliche Erziehung (unter anderem lernte er Reiten, Fechten und Schießen) und trat im Alter von sechzehn Jahren als Volontär in ein Bremer Handelshaus ein, um dort eine kaufmännische Ausbildung zu absolvieren. Dort verliebte er sich im Jahre 1826 in Antoinette Sattler, die Tochter des Kaufmannes Johann Gottfried Sattler (1768–1823). Angeblich, um sich der Strafverfolgung wegen eines Duells mit einem Nebenbuhler um die Gunst Antoinettes zu entziehen, kam er 1826 erstmals in die Vereinigten Staaten. In den 1830er Jahren hielt sich Strubberg wieder in Kassel auf und ging 1841 als Vertreter europäischer Tabakfirmen erneut nach Nordamerika. Dort soll sich das Bremer Ereignis in der mondänen New Yorker Society wiederholt und diesmal mit dem Tod des Duellgegners geendet haben. Um sich dem Zugriff der Justiz zu entziehen, floh Strubberg Richtung Westen, studierte nach eigenen Angaben in Louisville Medizin und erwarb angeblich in diesem Fach einen Doktortitel. Ob er danach – wie in seinem 1858 erschienenen Buch Amerikanische Jagd- und Reiseabenteuer beschrieben – tatsächlich das Fort an der Indianergrenze besessen und die große Expedition in die Rocky Mountains unternommen hat, ist nicht nachprüfbar – aufgrund der zeitlichen Abfolge jedoch unwahrscheinlich.
Mitte 1846 bekam Strubberg, der sich zu diesem Zeitpunkt „Dr. Schubbert“ nannte, vom Verein zum Schutze deutscher Einwanderer in Texas das Angebot, als Kolonialdirektor die im gleichen Jahr gegründete Siedlung Friedrichsburg zu leiten, wollte diesen Posten jedoch zunächst nicht annehmen. Otfried von Meusebach, zu diesem Zeitpunkt Generalkommissar des Vereins, überzeugte ihn, indem er ihm die ebenfalls dem Verein gehörende Plantage Nassau nach dem erfolgreichen Aufbau von Friedrichsburg für sechs Jahre verpachten wollte. In Strubbergs einjähriger Amtszeit kam es wiederholt zu Meinungsverschiedenheiten mit von Meusebach, der Strubberg im Juli 1847 seines Postens enthob und den Pachtvertrag für nichtig erklärte. Dies akzeptierte Strubberg nicht und nahm die Plantage im Oktober 1847 in Besitz. Meusebachs Nachfolger Hermann Spieß beauftragte daraufhin den Anwalt des Vereins, entsprechend juristisch tätig zu werden. Dieser riet dringend von einer direkten Konfrontation ab, doch Spieß begab sich am 29. Oktober mit einer bewaffneten Truppe auf die Plantage. Er begründete dieses Vorgehen später vor Gericht damit, einige der mit Strubberg dort anwesenden Personen hätten – ohne Strubbergs Wissen – die Absicht gehabt, die Sklaven zu stehlen, was er habe verhindern wollen. Es kam zu einem Schusswechsel, bei dem auf beiden Seiten jeweils ein Beteiligter getötet wurde. Einer der Getöteten war der Schweizer Landschaftsmaler Conrad Caspar Rordorf. Im Dezember 1847 klagte der Verein auf Herausgabe der Plantage, diese wurde daraufhin beschlagnahmt und Strubberg gezwungen sie zu verlassen. Anfang 1848 reichte Strubberg Gegenklage ein, und im April kam es zu einem Vergleich: Gegen $ 3000 Schadenersatz verzichtete Strubberg auf alle Ansprüche an der Plantage und verließ Texas Richtung Camden in Arkansas, wo er sich als Landarzt niederließ.
Bei der Jagd von einem giftigen Insekt ins Auge gestochen, führte ihn der drohende Verlust seiner Sehkraft 1854 zurück nach Deutschland, wo er in den Folgejahren in mehreren Orten, u. a. in Hannover, Marburg und Bad Langensalza, Heilung suchte und mit seiner schriftstellerischen Tätigkeit begann. 1860 ließ er sich in Kassel nieder und bewohnte mit seiner jüngeren Schwester Emilie eine gemeinsame Wohnung. 1866 heiratete er seine Jugendliebe Antoinette Sattler, nicht wissend, dass diese den größten Teil ihres Lebens in einer Heilanstalt verbracht hatte. Antoinette verfiel schon kurz nach der Hochzeit erneut in geistige Umnachtung und starb schon bald darauf. In den siebziger Jahren war Strubberg neben seiner schriftstellerischen Tätigkeit als juristischer Berater für den Prinzen Wilhelm von Hessen-Philippsthal-Barchfeld tätig. Der Prinz hatte gegen die Einziehung des Fideikommissvermögens des Hauses Hessen durch den Staat Preußen im Jahr 1866 geklagt. Strubberg verfasste für ihn mehrere anonym erschienene Flugblätter und Zeitungsartikel, in denen er den Rechtsstandpunkt des Prinzen darlegte und für dessen Forderung warb. Eines dieser Flugblätter hatte Strubberg an die Abgeordneten der beiden hessischen Landtagskammern verteilen lassen. Dies führte 1876 zu einer Anklage wegen „Verächtlichmachung der Obrigkeit“, der nachfolgende Prozess endete in zwei Instanzen mit einem Freispruch. Im August 1885 siedelte Strubberg in den heute zu Linsengericht gehörenden Ort Altenhaßlau in der Nähe von Gelnhausen über, wo er 1889 starb. Sein Grab auf dem Gelnhäuser Friedhof existiert heute nicht mehr. Die Grabplatte wurde nach der Auflösung des Friedhofs im Jahr 1957 nach Erfurt verbracht und ist heute verschollen. Im August 2010 wurde in Gelnhausen eine Gedenktafel für Strubberg angebracht.

## Werk

### Stoff und Form
Bekannt wurde Strubberg vor allem durch seine etwa zwanzig, zwischen 1858 und 1878 veröffentlichten und teils pseudoautobiographischen Abenteuerromane, romantisierenden Reisebeschreibungen und Jugenderzählungen, die größtenteils den Südwesten der heutigen Vereinigten Staaten zum Schauplatz haben. Geben sich die frühen Werke wie Amerikanische Jagd- und Reiseabenteuer (1858), Bis in die Wildniß (1858) oder An der Indianergrenze (1859) noch den Anstrich des Autobiographischen, so weisen die oftmals vor dem Hintergrund historischer Ereignisse wie dem Mexikanisch-Amerikanischen Krieg (1846–1848), dem Amerikanischen Bürgerkrieg (1861–1865) oder dem San Antonio Council House Fight und dem daraus resultierenden Great Raid of 1840 spielenden späteren Werke deutlich die typischen Elemente des klassischen Wildwest- und Abenteuerromans und teilweise auch des Geheimnis- und Sensationsromans auf. Beruhend auf seinen Erfahrungen als Kolonialdirektor von Friedrichsburg thematisierte Strubberg in seinen Werken auch mehrfach die Erfahrungen deutscher Auswanderer in Amerika. In vielen seiner Werke zeigte er Verständnis für die sich gegen das Vordringen der weißen Siedler wehrenden amerikanischen Ureinwohner und äußerte sich kritisch gegenüber dem Sklavenhaltersystem in den amerikanischen Südstaaten. Strubberg versuchte sich in der Spätphase seiner Schriftstellerkarriere zudem als Dramatiker, seine insgesamt fünf Theaterstücke blieben jedoch wie auch seine wenigen lyrischen Versuche weitgehend unbeachtet.

### Wirkung
Dem Autor gelang es trotz intensiver Bemühungen nicht, seine Schriften zu Lebzeiten in einer großen und in hohen Auflagenzahlen gedruckten Gesamtausgabe zu verbreiten. Mehrfache Verlegerwechsel und die Abtretung der Rechte an seinen mit Abstand populärsten Werken Amerikanische Jagd- und Reiseabenteuer und Carl Scharnhorst machten die Herausgabe einer Werkausgabe für jeden Verleger finanziell unattraktiv. Dadurch waren viele der Bücher Armands schon bald in öffentlichen Bibliotheken kaum noch zugänglich, und insbesondere die späten Werke sind heutzutage selbst in großen privaten Spezialsammlungen deutschsprachiger Reise- und Abenteuerliteratur selten. Lediglich die Jagd- und Reiseabenteuer und Carl Scharnhorst wurden – insbesondere letzterer stark bearbeitet – noch bis in die erste Hälfte des 20. Jahrhunderts mehrfach erneut aufgelegt. Seit 2010 erscheint mit der sogenannten Marburger Ausgabe eine auf zwanzig Bände angelegte kritische Werkedition.
Populäre Autoren wie Charles Sealsfield (Karl Postl), Friedrich Gerstäcker, Balduin Möllhausen, Armand Strubberg und insbesondere später Karl May haben das Amerikabild bis in die erste Hälfte des 20. Jahrhunderts im deutschen Sprachraum entscheidend geprägt. Ihre Werke haben daher auch heute noch über ihren Unterhaltungscharakter hinaus Bedeutung als kulturhistorische Zeugnisse.

### Bibliographie

#### Erstausgaben
(Quelle:)
- Amerikanische Jagd- und Reiseabenteuer aus meinem Leben in den westlichen Indianergebieten (1858) (Digitalisat), University of Texas at San Antonio
- Bis in die Wildniß (1858)
- Scenen aus den Kämpfen der Mexicaner und Nordamerikaner (1859)

Die Amerikaner in Mexico
Der Sturm von San Antonio
- Alte und neue Heimath (1859)
- An der Indianergrenze (1859)
- Ralph Norwood (1860)
- Sclaverei in Amerika (1862)
- Carl Scharnhorst. Abenteuer eines deutschen Knaben in Amerika (1862, auf Titelei: 1863)
- Der Sprung vom Niagarafalle (1864)
- In Mexico (1865)
- Saat und Ernte (1866)
- Friedrichsburg, die Colonie des deutschen Fürsten-Vereins in Texas (1867)
- Aus Armand’s Frontierleben (1868)
- In Süd-Carolina und auf dem Schlachtfelde von Langensalza (1868)
- Die Quadrone (Schauspiel) (1869, überarbeitet 1885)
- Der Mann ohne Poesie (Schauspiel) (1869, unter dem Pseudonym Norwald) (1943 Kriegsverlust)
- Der Krösus von Philadelphia (1870)
- Die Fürstentochter (1872)
- Die alte spanische Urkunde (1872)
- Der Methodisten-Geistliche (1873)
- Zwei Lebenswege (1873)
- Die geraubten Kinder. Eine Erzählung aus Texas für die Jugend (1875)
- Vornehm und Bürgerlich. Roman aus dem Leben von Armand (1878)
- Gustav Adolf (Schauspiel) (1882)
- Der Freigeist (Schauspiel) (1883)
- Leben und Tod des Kaisers Friedrich Barbarossa (Schauspiel) (1886)

#### Marburger Ausgabe (kritische Werkedition)
- Band I: Amerikanische Jagd- und Reiseabenteuer (2010, 2. Aufl. 2011) ISBN 978-3-8288-2701-1
- Band III: Scenen aus den Kämpfen der Mexicaner und Nordamerikaner / Alte und neue Heimath (2011) ISBN 978-3-8288-2703-5
- Band XVIII: Die geraubten Kinder (2011) ISBN 978-3-8288-2718-9
- Band XIX: Vornehm und Bürgerlich (2010, 2. Aufl. 2011) ISBN 978-3-8288-2719-6